# Diospyros potamica
Diospyros potamica är en tvåhjärtbladig växtart som beskrevs av André Joseph Guillaume Henri Kostermans. Diospyros potamica ingår i släktet Diospyros och familjen Ebenaceae. Inga underarter finns listade i Catalogue of Life.